# Guy Reiss
Guy Reiss (1904-1964) est un astronome français. Le Centre des planètes mineures le crédite de la découverte de cinq astéroïdes. 
Il a travaillé à l'observatoire d'Alger et l'observatoire de Nice.
L'astéroïde (1577) Reiss a été nommé en son honneur.
| (1213) Algeria   | 5 décembre 1931 |
| (1237) Geneviève | 2 décembre 1931 |
| (1299) Mertona   | 18 janvier 1934 |
| (1300) Marcelle  | 10 février 1934 |
| (1376) Michelle  | 29 octobre 1935 |